# Emil Gabdelnurowitsch Galimow
Emil Gabdelnurowitsch Galimow (russisch Эмиль Габдельнурович Галимов; * 9. Mai 1992 in Nischnekamsk) ist ein russischer Eishockeyspieler, der seit Mai 2019 bei Ak Bars Kasan in der Kontinentalen Hockey-Liga unter Vertrag steht.

## Karriere
Emil Galimow begann seine Karriere als Eishockeyspieler in seiner Heimatstadt in der Nachwuchsabteilung von Neftechimik Nischnekamsk, für dessen Juniorenmannschaft Reaktor Nischnekamsk er seit der Saison 2009/10 in der multinationalen Nachwuchsliga Molodjoschnaja Chokkeinaja Liga aktiv ist. In der Saison 2010/11 gab der Angreifer zudem sein Debüt für die Profimannschaft von Neftechimik Nischnekamsk in der Kontinentalen Hockey-Liga. In seinem Rookiejahr erzielte er in insgesamt 19 Spielen je ein Tor und eine Vorlage. Auch in der Saison 2011/12 spielt er parallel für Neftechimik in der KHL und Reaktor in der MHL.
Im November 2011 wechselte Galimow zu Lokomotive Jaroslawl in die Wysschaja Hockey-Liga, spielte aber auch für das Juniorenteam Loko in der MHL.
Im NHL Entry Draft 2013 wurde Galimow in der siebten Runde an insgesamt 207. Position von den San Jose Sharks ausgewählt.

### International
Für Russland nahm Galimow an der U18-Junioren-Weltmeisterschaft 2010 teil. Im Turnierverlauf erzielte er in sieben Spielen zwei Tore und eine Vorlage.

## Karrierestatistik
(Legende zur Spielerstatistik: Sp oder GP = absolvierte Spiele; T oder G = erzielte Tore; V oder A = erzielte Assists; Pkt oder Pts = erzielte Scorerpunkte; SM oder PIM = erhaltene Strafminuten; +/− = Plus/Minus-Bilanz; PP = erzielte Überzahltore; SH = erzielte Unterzahltore; GW = erzielte Siegtore; 1 Play-downs/Relegation; Kursiv: Statistik nicht vollständig)